# Che-lan-šan

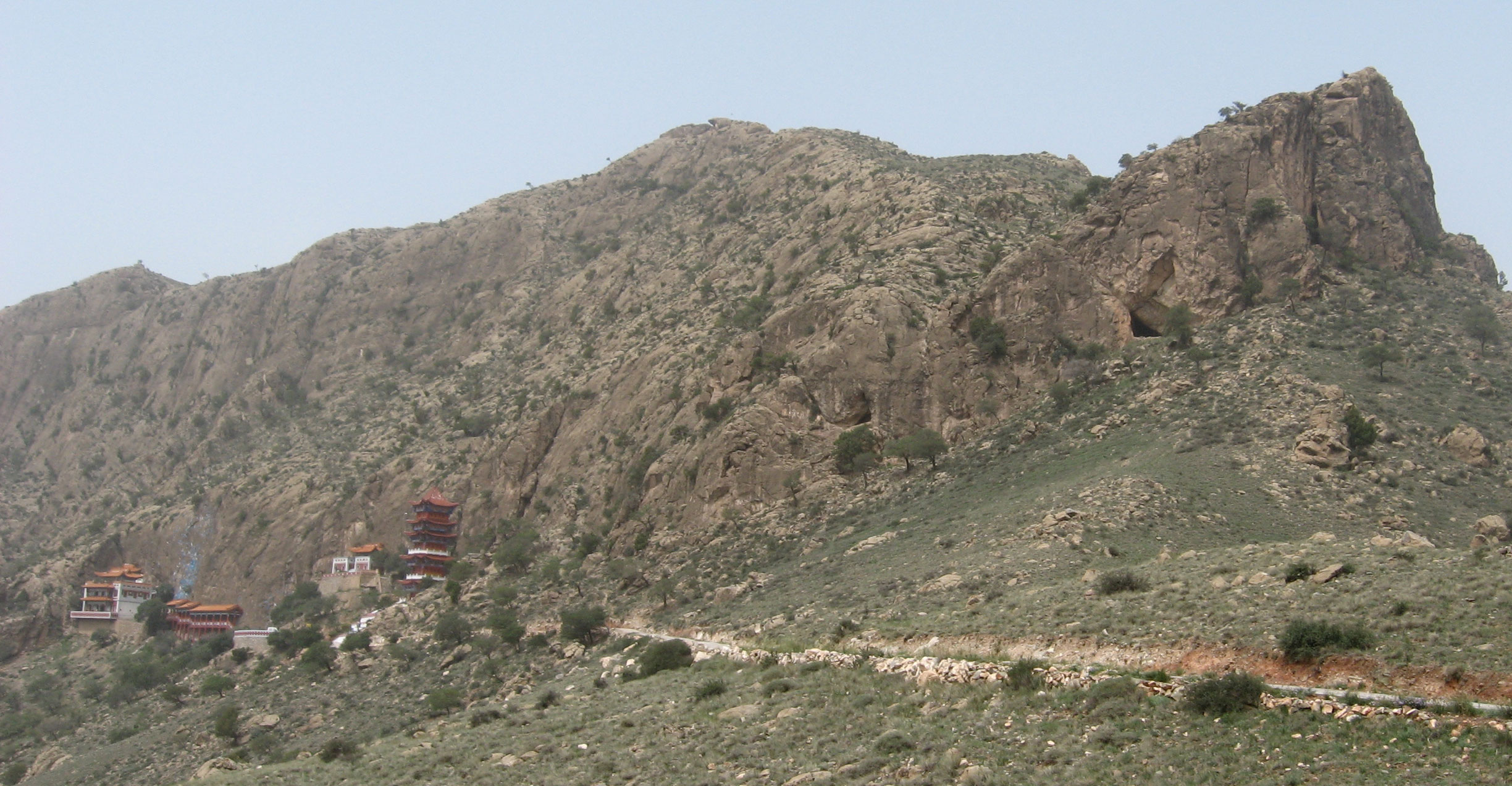
Nižší partie pohoří jsou pusté a suché.

Che-lan-šan nebo Helan Shan (čínsky 贺兰山, pinyin Hèlán Shān, český přepis Che-lan-šan, mongolsky , Alaša aγula), ve starších pramenech uváděný též jako Alašan, je izolované pouštní pohoří na hranici čínských autonomních oblastí Vnitřní Mongolsko a Ning-sia. Táhne se severojižním směrem podél Žluté řeky, převážně na jejím levém břehu, avšak nižší severní část leží na pravém břehu Žluté řeky. Podél řeky leží úrodná zavlažovaná oblast s městy In-čchuan a Š’-cuej-šan, dále na východ pak poušť Mu Us. Na západním úpatí leží mongolské město Bajan Chot (Alxa Zuoqi) a poušť Gobi.
Nižší partie Chelanských hor jsou pusté a suché. Ve vyšších polohách jsou lesy a louky. Průměrně dosahují nadmořské výšky kolem 2000 m, ale relativní výška je menší. Žlutá řeka zde teče v nadmořské výšce asi 1100 m. Nejvyšší vrchol dosahuje výšky 3556 m n. m.

## Vinařství
V roce 2021 se čínská vláda rozhodla udělat z hlavní čínské vinařské oblasti Ning-sia region, který bude konkurovat francouzskému Bordeaux. Tato vinařská oblast leží na východním úpatí Alašanu, na stejné zeměpisné šířce jako proslulá francouzská vinařská oblast. Do roku 2035 se má v horách zečtyřnásobit produkce vína.
Po staletí jediným zdrojem vody na úpatí Alašanu byla Žlutá řeka, v průběhu posledních let se zde vybudoval rozsáhlý systém kanálů. Díky rekultivacím a zavlažovacím projektům se poušť mění v úrodný kraj. Dvě největší čínské vinařské společnost Changyu a Dinasty Wine zde investují stovky milionů juanů.